# Tarquitia
Tarquitia is een geslacht van vlinders van de familie snuitmotten (Pyralidae), uit de onderfamilie Phycitinae.

## Soorten
- T. invisa Meyrick, 1935
- T. jacksoni Ragonot, 1893
- T. nubicella Zerny, 1917